# كريم بن الشيخ (فلم 1964)
كريم بن الشيخ هو فيلم مصري عرض عام 1964، بطولة فريد شوقي ومريم فخر الدين وجوردون سكوت، تأليف وإخراج ، وهو إعادة إنتاج للفيلم الإيطالي-الفرنسي كريم بن الشيخ الذي عرض عام 1962.

## قصة الفيلم
كان الأمير عمر ينهك الناس بالضرائب، ويهاجم القبائل ويستولي على ممتلكاتهم ويخطف نسائهم ويجعلهم عبيدًا لديه، وذبح زهيرة (أخت كريم وابنة الشيخ حسن) رئيس إحدى القبائل. ويقرر كريم أن يقوم الشعب بثورة ضد الأمير عمر، فتخفى تحت اسم الأمير الأسود وشرع في الهجوم على رجال عمر.

## طاقم التمثيل
- فريد شوقي
- مريم فخر الدين
- جوردون سكوت
- لولا صدقي
- جوردون ميتشيل
- محمد سلطان
- نظيم شعراوي
- أحمد لوكسر
- عبد المنعم سعودي

## فريق العمل
- إخراج: ماريو كوستا
- قصة وسيناريو: نينو ستريسا
- حوار: عبد الوارث عسر
- مدير التصوير: سيلفيو ماكين
- مونتاج: سعيد الشيخ
- إنتاج: وكالة الجاعوني
- توزيع: المتحدة للسسينما

## عن الفيلم
عندما وافق جوردون على تصوير فيلم كريم بن الشيخ في مصر تم تعيينه أيضًا للظهور في نسخة مصرية من نفس الفيلم، تم استبدال الممثلين الإيطاليين والأوروبيين وجزء من الطاقم بطاقم مصري من الممثلين بينما بقي جوردون وأعاد تصوير نفس المشاهد مع المجموعة الثانية من الممثلين المصريين.